# Tricyphona alpigena
Tricyphona alpigena är en tvåvingeart som först beskrevs av Gabriel Strobl 1910.  Tricyphona alpigena ingår i släktet Tricyphona och familjen hårögonharkrankar. Inga underarter finns listade i Catalogue of Life.